# 1201 Third Avenue
1201 Third Avenue, voorheen de Washington Mutual Tower, is een wolkenkrabber in downtown Seattle, in de Amerikaanse staat Washington. Het gebouw telt 55 verdiepingen en is 235,31 meter hoog. Daarmee is 1201 Third Avenue het op een na hoogste gebouw van Seattle, na het Columbia Center, en het op zeven na hoogste van de Amerikaanse westkust. De bouw ervan begon in 1986 en werd in 1988 voltooid. Het gebouw was de internationale hoofdzetel van Washington Mutual tot 2006, toen het bankconcern in het naburige WaMu Center introk (de bank ging failliet in de bankencrisis van 2008).

## Architectuur
Het gebouw werd ontworpen door het architectenbureau Kohn Pedersen Fox en McKinley Architects. Het wordt vandaag de dag beheerd door Wright Runstad & Company.
The New York Times noemde 1201 Third Avenue in 1988 een van de drie beste nieuwe kantoorgebouwen in de VS. Walter McQuade schreef in 1989 in het tijdschrift Architecture dat de toren "misschien de beste recente toevoeging aan eender welke skyline in de VS" was. Architectuurrecensent Paul Goldberger zei het volgende over 1201 Third Avenue: "The building seems proud of its height; for all its classical elements it has a certain sleekness, and in this sense it is characteristic of our time, at least in intention, for it bespeaks a desire to combine the formal imagery of classicism and the energizing aura of modernity."